# Fréquence épicyclique
Pour les articles homonymes, voir Fréquence (homonymie).
En astrophysique, en particulier dans l'étude des disques d'accrétion, la fréquence épicyclique est la fréquence à laquelle un élément de fluide du disque en orbite circulaire oscille radialement quand il est soumis à une perturbation. Si {\textstyle \Omega } est la fréquence de rotation angulaire du disque alors la fréquence épicyclique {\displaystyle \kappa } est donnée par
{\displaystyle \kappa ^{2}={\frac {2\Omega }{R}}{\frac {d}{dR}}(R^{2}\Omega )} où R est la coordonnée radiale.
Pour un disque képlerien en orbite circulaire, {\displaystyle \Omega ={\sqrt {\dfrac {GM}{R^{3}}}}} d'où {\displaystyle \kappa =\Omega } (avec {\displaystyle G} est la constante universelle de gravitation et  {\displaystyle M} la masse du corps autour duquel orbite le fluide composant le disque).
La fréquence épicyclique intervient notamment dans le calcul du paramètre de Toomre qui permet de déterminer approximativement la stabilité d'un disque d'accrétion.